# 서울서부경찰서
서울서부경찰서(서울西部警察署, Seoul Seobu Police Station)는 서울특별시경찰청이 관할하는 경찰서 중 하나이다. 서울은평경찰서와 함께 서울특별시 은평구를 관할한다. 서울특별시 은평구 은평로9길 15 (녹번동)에 위치하고 있다.
서장은 총경으로 보한다.

## 연혁
- 1969년 2월 12일: 서부경찰서 개서[3]
- 1991년 11월 1일: 은평경찰서 신설, 관할 조정 19개 파출소
- 2006년 3월 1일: 관할구역 조정으로 2개 지구대(응암, 신사)로 개편, 모래내, 북가좌지구대는 서대문경찰서로 편입
- 2015년 11월 2일 : 기존 위치에 신청사 건립을 위해 대조동 임시청사로 이전 (서울 은평구 통일로 757)
- 2019년 11월 11일 : 임시 청사에서 신청사로 이전 완료 (서울 은평구 진흥로 58)

## 조직
| - 112종합상황실 - 청문감사관 - 경무과 | - 생활안전과 - 여성청소년과 - 수사과 | - 형사과 - 경비교통과 - 정보보안과 |

## 관할 지구대
서울서부경찰서는 2개 지구대와 3개 파출소를 산하에 두고 있다.
| 명칭          | 사진 | 주소                     | 관할구역                |
| ------------- | ---- | ------------------------ | ----------------------- |
| 녹번파출소    |      | 진흥로 200 (녹번동)      | 녹번동                  |
| 신사지구대    |      | 은평터널로5길 6 (신사동) | 신사동, 증산동, 수색동  |
| 신사1치안센터 |      | 은평구 은평로 28         |                         |
| 증산치안센터  |      | 은평구 증산서길 82       |                         |
| 수색치안센터  |      | 은평구 수색로 261        |                         |
| 응암지구대    |      | 은평로 171 (응암동)      | 응암1·2동, 응암3동 일부 |
| 응암3파출소   |      | 응암로 208 (응암동)      | 응암4동, 응암3동 일부   |
| 응암4치안센터 |      | 은평구 가좌로7라길 1     |                         |
| 역촌파출소    |      | 은평구 연서로 61         |                         |
| 역촌1치안센터 |      | 은평구 연서로6길 19      |                         |

## 사건사고
- 2004년 8월 1일 폭력피의자를 검거하던 경찰관 2명이 순직하였다.[5]

## 같이 보기
- 서울특별시지방경찰청
- 서울은평경찰서